# Alfred von Kropatschek
Alfred Ritter von Kropatschek, avstrijski general, * 30. januar 1838, Bielitz, † 2. maj 1911, Lovran.
Plemeniški naziv Ritter von je dobil leta 1871. Najbolj je znan kot izumitelj oz. načrtovalec orožja, ki je bilo izdelano v sklopu koncerna Steyr Mannlicher.